# Grasp
Grasp står för General responsibility assignment software patterns, och är ett antal mönster som används inom objektorientering för att placera ansvaret för ett programs funktioner i rätt klass eller objekt. Exempel på mönster som används inom Grasp är Information expert, Creator, Controller, Low coupling, High cohesion, Polymorphism, Pure fabrication, Indirection och Don't talk to strangers.